# Nathan Never
A Nathan Never olasz sci-fi képregény. Az első szám 1991 júniusában jelent meg a Bonelli kiadó gondozásában. A képregényből hat válogatott szám megjelent az Egyesült Államokban, az első nyolc szám Brazíliában, ezen kívül megjelenik még Szerbiában, Horvátországban Spanyolországban és Törökországban is.

## Történet
A névadó címszereplő az Agenzia Alfa nevű szervezet különleges ügynöke, aminek feladata a bűnügyek felderítése, sokszor a rendőrség közreműködésével. A történet a közeljövőben játszódik. A képregény epizodikus felépítésű, de néha több köteten keresztülívelő történetfolyamok is előfordulnak. A készítőket olykor a Szárnyas fejvadász című film és Asimov Alapítvány regényciklusa ihlette.

## Szereplők
- Nathan Never - A történet exrendőr főszereplője. Rajong a régimódi életért, gyűjti a filmeket és a könyveket, amik ritka és drága különlegességnek számítanak a jövőben. A feleségét különös kegyetlenséggel meggyilkolták.
- Legs Weaver - Nathan társa, később saját képregénysorozatot kapott. A szereplőt az A nyolcadik utas: a Halál főszereplő színésznőjéről, Sigourney Weaverről mintázták
- Sigmund Baginov - A szervezet informatikai zsenije.
- Link - Android, saját tudattal rendelkezik. Kódszáma C09.
- Edward Reiser - A szervezet hajthatatlan és goromba alapítója.

## Külső hivatkozások
- (olaszul) Hivatalos weboldal
- (olaszul) Nathan Never az uBCfumetti.com-on
- (olaszul) Nem hivatalos rajongói oldal
- (olaszul) Nathan Never gyűjtői oldal